# Erzgrube Diepenlinchen
Die Erzgrube Diepenlinchen beim Mausbacher Ortsteil Diepenlinchen war die mit Abstand größte und ergiebigste Erzgrube auf dem heutigen Gebiet der Stadt Stolberg (Rhld.) in der Städteregion Aachen, die Zink-, Blei- und Eisenerze  abbaute. Der Name Diepenlinchen leitet sich von dem niederdeutschen Ausdruck Diepenlingen (für Tiefleitung) ab und bezieht sich auf das Niederbringen von tiefen Schächten im Gegensatz zu den früheren, wenig aufwändigen, seichten Pingen.

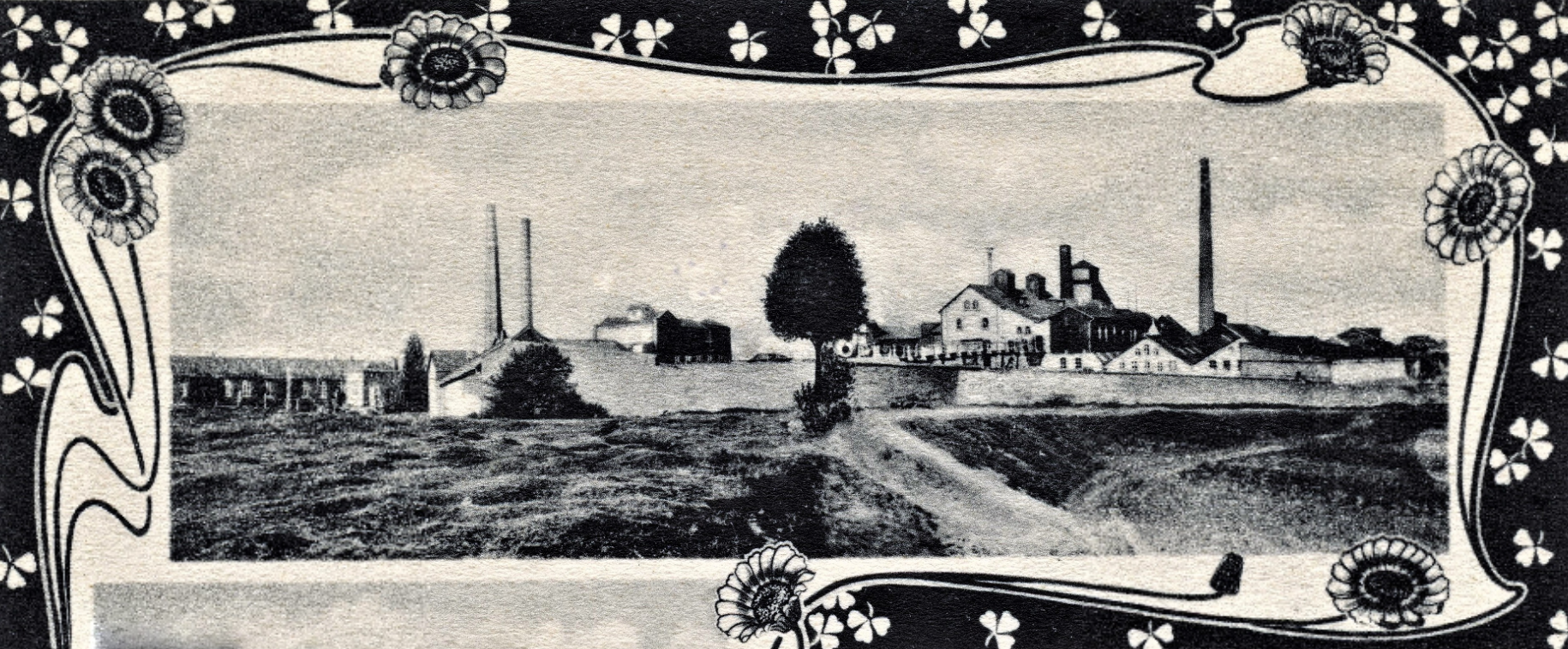
Ansichtskarte der Grube um 1904

Auf Grund des relativ frühen und intensiv betriebenen Tiefenausbaus der Grube wurden fast ausschließlich Erze gefördert, die der Primärerzparagenese angehörten. Die Erzmittel von Diepenlinchen sind nicht nur in karbonischem Kalkstein, sondern untergeordnet auch in devonischem Eifelkalk eingelagert. Die Erzlager im devonischen Kalk können im Aachener Revier als Besonderheit der Erzgruben Breinigerberg und Diepenlinchen gelten.
Neben den Aufbauten des Froschschachtes im Mausbacher Industriegebiet sind heute hauptsächlich noch Bergehalden (z. B. Weißenberg) als Relikte des ehemaligen Grubenbetriebes im Gelände zu erkennen. Die Grubenanlagen befanden sich zu großen Teilen in dem auch heute noch unter dem Flurnamen Diepenlinchen bekannten Gelände beiderseits der heutigen Industriestraße. Der Haupt-Schacht lag 160 m südwestlich des Froschschachtes, wobei in den letzten Jahren der Betriebszeit die Hauptförderung zum Betriebspunkt Ravelsberg verlegt wurde. Als weiterer wichtiger Bestandteil der Grube Diepenlinchen ist noch der Betriebspunkt Henriette zu nennen.

## Geschichte

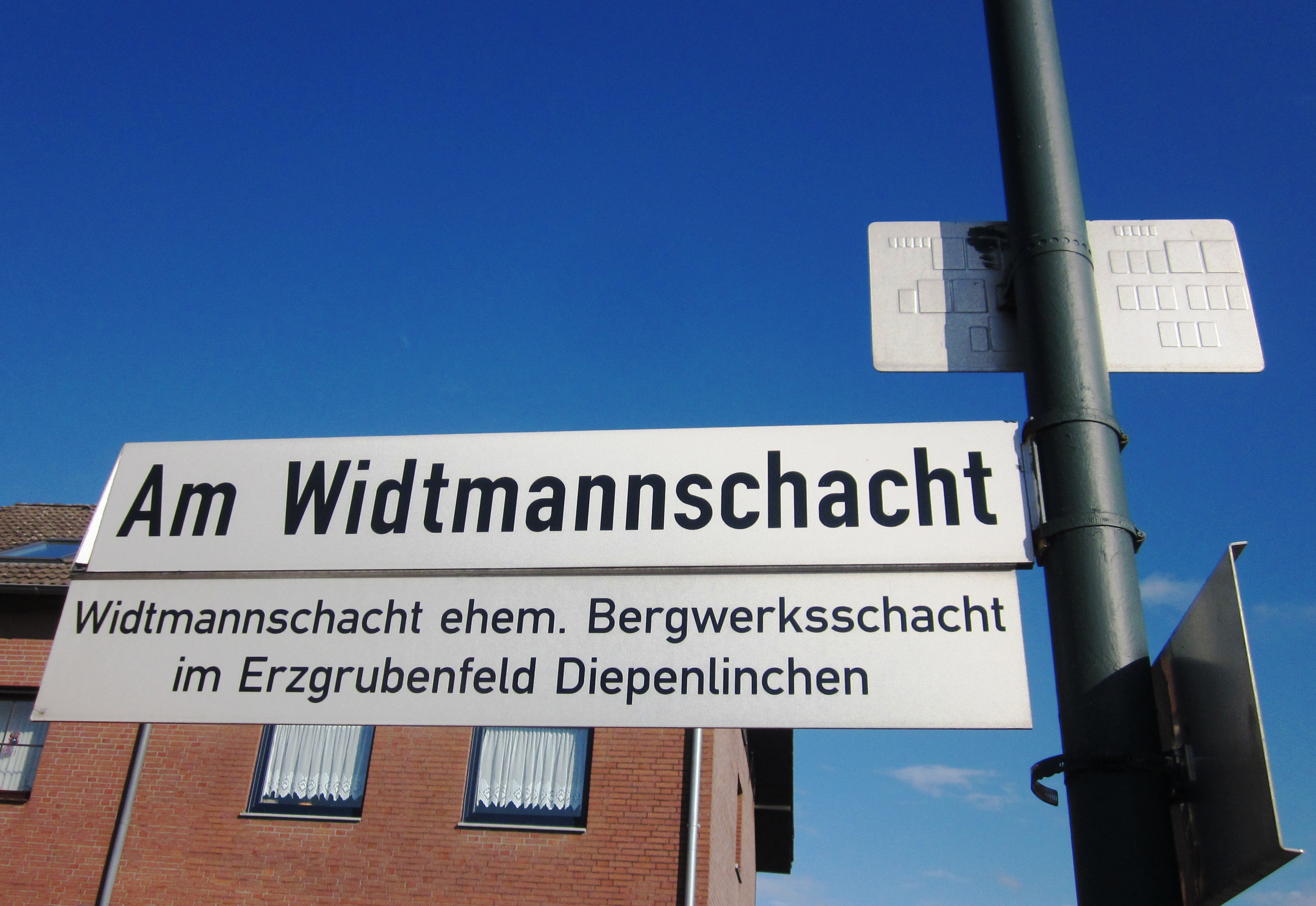
Erinnerungsschild an einen Schacht der Grube

Im Bereich des gleichen Erzfeldes gab es bereits während der Römerzeit Erzbergbau, und zur Zeit der Kupfermeister wurde in Kleinbergbau hauptsächlich Galmei eingewonnen. Die industrielle Großkonzession Diepenlinchen entstand im ersten Viertel des 19. Jahrhunderts durch Zusammenlegung von stark zersplittertem Grubenbesitz. Die Konzession erstreckte sich über den Bereich Werth, Mausbach, Krewinkel bis Untervicht mit dem Vichtbach als westliche Feldgrenze. 1809 wurden die Gewerken Bäumer, Buchacker & Cie. mit der Konzession auf Bleierz, Galmei und Eisenstein beliehen. Man begann mit einer Tiefbauanlage, wobei sich bei einer Teufe von 80 m der zur Wasserhaltung eingesetzte Pferdegöpel als unzureichend erwies, so dass zur Bewältigung der Grubenwässer Dampfmaschinen eingesetzt werden mussten. Es gelang zwar, eine Lagerstätte anzufahren, als man jedoch mit dem Abbau begonnen hatte, ließ es sich trotz des Einsatzes von Dampfkraft nicht vermeiden, dass die Grubenbaue bis zu einer Teufe von 18 m absoffen. Auf Grund finanzieller Schwierigkeiten wurde der Tiefbau 1820 aufgegeben und die Konzessionsfelder an Mausbacher Bergleute verpachtet.
Ab 1838 wurde die Grube Diepenlinchen von der Metallurgische Gesellschaft zu Stolberg und deren Nachfolgerinnen, der KG de Sassenay & Cie. sowie später der Stolberger Gesellschaft in großtechnischem Maßstab ausgebaut und bis 1919 betrieben. Auch die Eschweiler Gesellschaft war anfangs mit geringeren Besitzanteilen an der Grube beteiligt. Das Gebiet lag bis 1932 auf Hastenrather Gemeindegebiet.
Die erste, aus den 1840er Jahren stammende Aufbereitungsanlage wurde 1898 durch eine Anlage mit einer Tageskapazität von 100 t Haufwerk ersetzt. Diese lag unmittelbar am Haupt- bzw. Froschschacht und war dort in zunehmendem Maße auftretenden Bodensenkungen ausgesetzt bzw. auch den steigenden Anforderungen nicht mehr gewachsen. 1907 wurde daher eine neue Anlage errichtet, die sich etwas weiter in Richtung Ravelsberg befand und 257 t Haufwerk pro Tag durchsetzen konnte. Diese Anlage galt damals nicht nur in Deutschland als eine der fortschrittlichsten ihrer Art.
Zwischen 1890 und 1895 beschäftigte die Grube Diepenlinchen zeitweise über 800 Bergleute und förderte gut 7.000 t Zink- bzw. Bleierze pro Jahr, während um 1910 bei einer Belegschaftsstärke von ca. 500 Leuten die jährliche Erzförderung fast 11.000 t betrug. Die Gesamtförderung (Blei- und Zinkerze) dürfte sich während des großtechnischen Betriebes auf insgesamt 500.000 t belaufen haben.
Die Lagerstätten der Grube Diepenlinchen waren durch insgesamt 15 Schächte erschlossen. Der Hauptschacht mit einer Teufe von 300 m besaß eine lichte Weite von 3,00 × 1,25 m und war mit Bolzenschrotzimmerung ausgestattet. Die Fördergestelle konnten zwei Förderwagen mit insgesamt 1.200 kg emporfördern. Der Fahrschacht mit gleichen Abmessungen und gleichem Ausbau lag 20 m östlich des Förderschachtes. Die Seilfahrt erfolgte in einem Korb, der 6 Mann fassen konnte. Die 2 nebeneinander liegenden Wasserhaltungsschächte Blume und Widtmann lagen 160 m nordwestlich des Hauptschachtes. Die Bewetterung erfolgte in der Weise, dass die Wetter durch den Haupt-, den Fahrt- und den Widtmannschacht einzogen. Die verbrauchten Wetter zogen alle durch den Froschschacht aus. Der Hauptbetriebspunkt baute auf 16 Gängen, fünf Stockwerken und vier größeren Nestern. Unter den fünf Stockwerken befand sich der größte und wohl auch bekannteste Erzkörper des Indereviers, das sogenannte Brennesselstockwerk. Entsprechend der Größe der Erzkörper waren die Stockwerke überproportional an der Gesamtförderleistung beteiligt. Im Jahr 1908 z. B. betrug der Anteil der aus den Stockwerken eingewonnenen Erzmittel 47 %. Bei Aufgabe der Grube lag der tiefste Betriebspunkt bei einer Teufe von knapp 400 m.
Die Betriebspunkte der Grube Diepenlinchen waren Diepenlinchen (Hauptbetriebspunkt), Henriette (westlich von Diepenlinchen), Neuer Simon (ca. 200 m östlich von Diepenlinchen), Alter Simon (westlich von Neuer Simon), Hitzberg (östlich von Neuer Simon), Ravelsberg (nördlich von Diepenlinchen), Adrienne und Mausbacher Hecke. Ein Teil der zum Hauptbetriebspunkt Diepenlinchen gehörenden Erzkörper wurden mit den Namen Alter Franzgang, Andreasgang, Brennesselgang, Brennesselstockwerk, Heinrichstockwerk, Johanngang, Leongang, Ludwiggang, Nest am Fahrschacht, Neuer Franzgang, Schwarzgrubenest, Schwefelkiesstockwerk, Weißbleierzstockwerk und Weißenbergstockwerk versehen.
Auf Grund der großen Abbautiefe und der Lagerung der Erzmittel im Kalkstein flossen den Grubenbauen gewaltige Mengen Wasser zu, die über eine entsprechend aufwändige Wasserhaltung bewältigt werden mussten. Hierzu wurden in den Jahren 1853 bis 1854 zwei Dampfmaschinen mit einer Gesamtantriebsleistung von 900 PS installiert. Um 1900 wurde die Leistung der Wasserhaltung mit zwei neuen Dampfmaschinen auf insgesamt 3.200 PS erhöht. Die beiden Hauptwasserhaltungsschächte waren Blume und Widtmann. Die Wasserhaltung und insbesondere die für den Betrieb der Dampfmaschinen erforderliche Steinkohle waren entscheidender Rentabilitätsfaktor. Gegen Ende der Betriebszeit überstieg die Gewichtsmenge der benötigten Steinkohle die Erzfördermenge ganz erheblich.
Wegen der gegen Ende des Ersten Weltkrieges knapper werdenden Steinkohle und des zwangsläufigerweise eingeschränkten Wasserhaltungsbetriebs, begannen die tiefer liegenden Baue der Grube abzusaufen. Durch den Mangel an Arbeitskräften, da viele Bergleute zum Kriegsdienst herangezogen worden waren, hatte man außerdem während der Kriegsjahre die bereits aufgefahrenen Erzmittel abbauen müssen, ohne neue Lager erschließen und für den Abbau vorbereiten zu können. Die Grube war somit unrentabel geworden; u. a. auch deshalb, weil die Stolberger Gesellschaft insbesondere im Rhein-Lahn-Gebiet mittlerweile über Gruben verfügte, die hinsichtlich ihrer Abbaubedingungen sehr viel weniger kritisch waren.
Ein Streik der Bergleute im März 1919 zur Durchsetzung von Lohnerhöhungen wurde von der Unternehmensleitung zum Anlass genommen, den Betrieb einzustellen. In den Jahren 1927 und 1928 wurde zunächst zur Nachbehandlung der alten, noch sehr erzhaltigen Teich- und Haldenschlämme eine Flotationsanlage mit einer Kapazität von 5 t pro Stunde errichtet. 1933 konnten auf diese Weise noch über 4.000 t nutzbares Erzkonzentrat gewonnen werden. Nach 1933 wurde in zunehmendem Maße auch Haldengrobmaterial zerkleinert und verarbeitet. Die Flotation wurde bis 1942 betrieben, die Belegschaft schwankte zwischen 50 und 85 Leuten.